# Odekta Elvina Naibaho
Odekta Elvina Naibaho (* 5. November 1991 in Soban, Siempat Nempu) ist eine indonesische Leichtathletin, die sich auf den Langstreckenlauf spezialisiert hat.

## Sportliche Laufbahn
Erste internationale Erfahrungen sammelte Odekta Elvina Naibaho im Jahr 2016, als sie in Bogor ihren ersten Marathonlauf absolvierte. Im Jahr darauf nahm sie am Berlin-Marathon teil und erreichte in 2:58:48 h Rang 72. 2018 nahm sie erstmals an den Asienspielen in Jakarta teil und belegte dort in 17:20,90 min den elften Platz im 5000-Meter-Lauf. Im Jahr darauf gewann sie bei den Südostasienspielen in Capas in 36:42,28 min die Bronzemedaille im 10.000-Meter-Lauf hinter den Vietnamesinnen Phạm Thị Huệ und Phạm Thị Hồng Lê. 2021 siegte sie in 3:02:48 h beim Bank Jateng Borobudur Marathon und im Jahr darauf siegte sie in 2:55:28 h bei den Südostasienspielen in Hanoi. Im August belegte sie bei den Islamic Solidarity Games in Konya in 35:52,19 min den siebten Platz über 10.000 Meter. Im Jahr darauf siegte sie in 2:48:14 h erneut im Marathonlauf bei den Südostasienspielen in Phnom Penh und zudem gewann sie über 5000 und 10.000 Meter jeweils die Bronzemedaille hinter den Vietnamesinnen Nguyễn Thị Oanh und Phạm Thị Hồng Lê. Anschließend belegte sie bei den Asienmeisterschaften in Bangkok in 34:59,19 min den fünften Platz über 10.000 Meter und wurde bei den Asienspielen in Hangzhou in 2:37:51 h Zehnte im Marathon. 2025 belegte sie bei den Asienmeisterschaften in Gumi in 33:32,77 min den achten Platz über 10.000 Meter.
In den Jahren 2017 und 2018 wurde Naibaho indonesische Meisterin im 5000-Meter-Lauf.

## Persönliche Bestleistungen
- 5000 Meter: 16:36,42 min, 2. Juni 2024 in Taipeh
- 10.000 Meter: 33:32,77 min, 29. Mai 2025 in Gumi
- Halbmarathon: 1:16:52 h, 23. Juni 2024 in Jakarta
- Marathon: 2:34:05 h, 7. April 2024 in Daegu